# Robert Neelly Bellah
Robert Neelly Bellah (Altus, Oklahoma; 23 de febrero de 1927-Oakland, California; 30 de julio de 2013) fue un sociólogo estadounidense, y profesor emérito de Sociología de la Universidad de California, Berkeley, conocido por su trabajo relacionado con la sociología de la religión. Es quizás más conocido por su trabajo relacionado con la religión civil americana, un término que acuñó en un artículo de 1967 que desde entonces ha ganado una gran atención entre los estudiosos.